# 雷珍民
雷珍民（1946年5月14日—2025年6月8日），男，号雷工，陕西合阳人，中华人民共和国书法家。第十二届全国政协委员。

## 生平
1946年生于陕西省合阳县。父亲毕业于黄埔军校，在1951年镇压反革命运动中被杀害。1966年文化大革命开始后，雷珍民在家乡参加水库的修建工作，后加入中国人民解放军，并在47军军部锻炼了5年时间。1974年退伍，1979年平反落实政策，成为合阳县黑池乡文化站的文化干事。1980年，被调到西安人民大厦工作，结识了赵朴初等书法家。1990年代，他加入陕西省国画院，历任院务委员、副院长等职。2004年，当选陕西省文学艺术界联合会副主席，2006年6月，当选陕西省书法家协会主席。2007年5月，受聘为陕西省文史研究馆馆员。
2013年，当选第十二届全国政协委员。2015年，雷珍民在全国政协十二届三次会议上，建议将龙头节作为国家法定节日。
2024年6月，当选陕西省各界书画院名誉院长。2024年10月30日，由中国美术馆、中国书法家协会、陕西省文学艺术界联合会共同主办的“书之岁华——雷珍民书法作品展”在中国美术馆开幕。
2025年6月8日10时42分逝世。